# Samuel Schoenbaum
Samuel Schoenbaum (6 mars 1927 – 27 mars 1996) est un des spécialistes et biographes de William Shakespeare les plus importants du XXe siècle.

## Biographie
Né à Manhattan (New York), Schoenbaum devient docteur de l'université Columbia en 1953. Il est engagé cette même année à l'université Northwestern, où il enseigne jusqu'en 1975. Il enseigne à l'université de la Ville de New York de 1975 à 1976. Il est Distinguished Professor d'études de la Renaissance à l'université du Maryland (1976-93), directeur du Centre des études baroques et de la Renaissance de cette même université (1981-96), président de la Shakespeare Association of America, vice-président de l'International Shakespeare Association et rédacteur en chef de la revue Renaissance Drama. Il a également été administrateur de la bibliothèque Folger Shakespeare et un consultant américain du Oxford University Shakespeare Project.
Il est responsable de la découverte de manuscrits et éléments biographiques inédits concernant non seulement William Shakespeare mais également Samuel Taylor Coleridge ou William Wordsworth.
Il se marie avec Marilyn Turk en 1946. Il souffre de sclérose en plaques dans ses dernières années, et meurt d'un cancer de la prostate en 1996 à Washington.

## Travaux
(fr)
- William Shakespeare, 1998, Éd. Flammarion,  (ISBN 978-2082115650)

(en)
- Jacobean Danse Macabre: A Consideration of "The Revengers Tragedy" (1949)
- Middleton's Tragedies (1955)
- Internal Evidence and Elizabethan Dramatic Authorship (1966)
- Essays Principally on Dramatic Theory and Form (1966)
- Shakespeare's Lives (1970; 2e éd., 1991)
- Shakespeare: A Documentary Life (1974)
- Shakespeare, the Globe & the world (1979)
- William Shakespeare, Records and Images (1981)
- Shakespeare and Others (1985)
- William Shakespeare: A Compact Documentary Life (1987)
- Shakespeare: His Life, His English, His Theater (1990)